# 舒采什蒂鄉
45°13′N 27°26′E / 45.217°N 27.433°E
舒采什蒂鄉（羅馬尼亞語：Comuna Șuțești, Brăila），是羅馬尼亞的鄉份，位於該國東南部，由布勒伊拉縣負責管轄，面積89平方公里，海拔高度30米，2007年人口4,561，人口密度每平方公里51人。